# Primera Conferencia Ministerial Mundial para poner fin a la tuberculosis
16-17 de noviembre de 2017-- Moscú (Federación de Rusia)
La tuberculosis (TB) es actualmente la enfermedad infecciosa más letal. Tiene profundas consecuencias económicas y sociales. La crisis para la salud pública que representa la TB multirresistente (TB-MR) persiste. 

## Primera Conferencia Ministerial Mundial
Aunque desde 2000 se han salvado 49 millones de vidas mediante los esfuerzos realizados a nivel mundial, las intervenciones e inversiones están muy lejos de ser suficientes para poner fin a la epidemia de la enfermedad.

Perspectivas de la Conferencia
La Conferencia Ministerial Mundial de la OMS, titulada «Poner fin a la tuberculosis en la era de los Objetivos de Desarrollo Sostenible: una respuesta multisectorial», tiene como objetivo acelerar la aplicación en los países de la Estrategia Fin a la Tuberculosis de la OMS con miras a alcanzar las metas conexas establecidas por la Asamblea de la Salud y los Objetivos de Desarrollo Sostenible (ODS) de las Naciones Unidas. La Conferencia Ministerial servirá de guía para la reunión de alto nivel sobre la TB que la Asamblea General de las Naciones Unidas celebrará en 2018.
Organización Mundial de la Salud

## Tema de la Primera Conferencia Ministerial Mundial para poner fin a la tuberculosis
| Año  | Tema |
| ---- | --- |
| 2017 | Poner fin a la tuberculosis en la era de los Objetivos de Desarrollo Sostenible: una respuesta multisectorial |

### Resultados previstos y rendición de cuentas multisectorial
- Cobertura universal de la prevención y la atención de la TB
- Financiación sostenible de la cobertura sanitaria universal, la protección social y el desarrollo
- Respeto de la equidad, la ética y los derechos humanos
- Investigación e innovación científicas
- Monitoreo y evaluación de los progresos
- Acción relativa a la resistencia a los antimicrobianos, la seguridad sanitaria y la TB-MR
- Aceleración de la respuesta a la TB/VIH
- Sinergias entre las respuestas a la TB y a las enfermedades no transmisibles

## Información práctica
- Descargar el folleto de presentación
- Descargar el resumen de la Conferencia
- Inscripción - en inglés
- Más información - en inglés